# 阮士怡
阮士怡（1917年2月21日—2020年2月5日），男，河北丰南人，中国中医师，中西医结合心血管病专家，天津中医药大学第一附属医院主任医师。

## 生平
1917年2月21日（一说1918年）出生在直隶省丰南县宋家营镇。叔祖父阮鹤庭是郎中，父亲则经营着一家中药铺。1930年代考入北京大学工学院土木工程系，1937年七七事变爆发后放弃学业。1940年考入北京大学医学院，1944年毕业后继续研究生学业，师从日籍教授火田邦吉。
1946年前往天津市，在天津市第四中心医院工作，任内科住院医师。后调入天津市工业局医院（现天津市滨江医院），任内科主治医师。1955年参与天津市市立中医医院（2006年改称天津中医药大学第一附属医院）建院，此后开始从事中医临床工作，系统学习中医理论。文化大革命期间曾一度停止工作。1979年，创建天津中医、中西医结合心血管与老年病学科。擅长应用中医药治疗心血管疾病、老年性疾病和其他内科常见的疑难危重疾病。曾任天津市中医研究所副所长、心血管研究室主任、中国中西医结合研究会理事、天津市中西医结合学会理事及老年医学会副理事长等职。
2011年9月，在国家的支持下，阮士怡名中医传承工作室正式成立。
2012年，被天津市卫生局评为“天津市名中医”。2014年7月，获第二届“国医大师”称号。
2020年2月5日10时15分逝世。